# 1866 no Brasil
Esta é uma cronologia dos fatos acontecimentos de ano 1866 no Brasil.

## Incumbente
- Imperador – D. Pedro II (9 de abril de 1831-15 de novembro de 1889).

## Eventos
- Em andamento: Guerra do Paraguai (1865 a 1870).
- 31 de janeiro: Batalha de Corrales.[1]
- 16 de abril: Forças aliadas cruzam o rio Paraná e iniciam a invasão do Paraguai.[2]
- 2 de maio: Batalha de Estero Bellaco (Guerra do Paraguai).[1]
- 24 de maio: Batalha de Tuiuti, a maior da história latino-americana: 32.000 soldados da Tríplice Aliança derrotam 24.000 soldados paraguaios, com 16.000 baixas.[3]
- 30 de maio a 28 de agosto: As juntas de guerra entre os aliados são convocadas.
- 10 a 11 de julho: Batalha de Yataytí-Corá (Paraguai).
- 16 a 18 de julho: Batalha de Boquerón.
- 18 de julho: Batalha de Sauce.
- 3 de agosto: Os liberais voltam ao poder no Brasil: o Marquês de Olinda cede a Zacarias de Góis e Vasconcelos o lugar de Chefe de Gabinete do Brasil.[4]
- 3 de setembro: Vitória aliada em Curuzu.[5]
- 12 de setembro: Entrevista de Yataity-Corá: o Encontro entre Mitre e López, em Yatayti-Corá, fracassa na tentativa de acabar com a Guerra.[6]
- 22 de setembro: Batalha de Curupaiti se torna a maior derrota aliada da guerra. Tropas são massacradas ao atacarem de peito aberto as trincheiras paraguaias, com mais de 5.000 baixas da Tríplice Aliança e apenas 50 do Paraguai.[1]
- 10 de outubro: O então marquês, futuro duque de Caxias, Luís Alves de Lima e Silva, assume o comando das forças brasileiras de terra e mar.[7]
- 6 de novembro: Liberdade gratuita aos escravos designados para o serviço do exército.[8]
- 7 de Dezembro: Pelo Decreto n. 3.749, o Império do Brasil abre os rios Amazonas, Tocantins, Tapajós, Madeira, Negro e São Francisco à navegação dos navios mercantes de todas as nações.

## Nascimentos
- 20 de janeiro: Euclides da Cunha, engenheiro, militar, físico, naturalista, jornalista, geólogo, geógrafo, botânico, zoólogo, hidrógrafo, historiador, sociólogo, professor, filósofo, poeta, romancista, ensaísta e escritor (m. 1909).
- 29 de março: Luigi Francescon, missionário e evangelista, fundador da Congregação Cristã no Brasil (m. 1964).
- 30 de julho: Eliseu Visconti, pintor (m. 1944).
- 8 de outubro: Manoel da Costa Lima, desbravador e construtor (m. 1955).